# Amulius
Amulius est un roi légendaire d'Albe-la-Longue. Père d'Antho. Fils de Procas et frère de Numitor. Il usurpa le trône de ce dernier, roi d'Albe la Longue de 794 à 754 av. J.-C., mais fut défait par ses petits-neveux Rémus et Romulus, qui rendirent le royaume à leur grand-père.

## Famille

### Ascendance
Amulius est le fils de Procas et le petit-fils d'Aventinus, rois légendaires d'Albe-la-Longue, et un descendant d'Énée. 

### Descendance
On ne connait à Amulius qu'un enfant, une fille nommée Antho. Celle-ci n'apparait cependant pas dans toutes les versions.

## Mythe

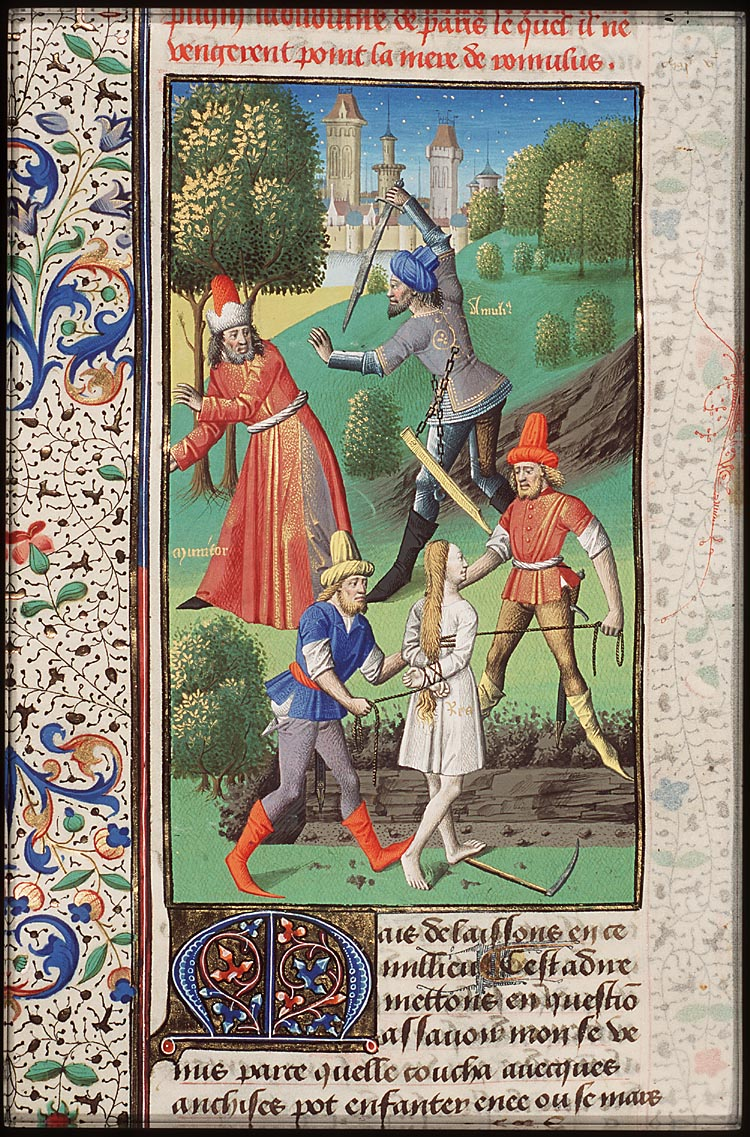
Amulius tente de tuer son frère Numitor et force Rhéa Silvia à devenir vestale. Enluminure par le Maître François, 1475-1480.

Procas, roi d'Albe-la-Longue, ne souhaitant pas diviser son royaume en deux parties mais désirant un partage équitable de son héritage entre ses deux fils, avait partagé ce dernier en deux parts : à l'un de ses fils il léguait son royaume, à l'autre son trésor. Le choix de Numitor, l'aîné, se porta sur le royaume, et Amulius eut quant à lui l'argent. Fort de ces richesses et avide de pouvoir, ce dernier n'eut aucun mal à détrôner son frère. Pour éviter que son neveu Lausus (chez Denys d'Halicarnasse, le fils de Numitor s'appelle Égeste, Aegestus en latin), héritier de Numitor, ne reviennent pour reprendre le trône, l'usurpateur décide de le faire tuer. Il tend une embuscade à Égeste/Lausus alors que ce dernier est en train de chasser. Amulius essaye de faire croire qu'il a été tué par des brigands, mais beaucoup d'habitants d'Albe ne croient pas à cette histoire.
Une fois au pouvoir, il força sa nièce Rhéa Silvia, qui constituait également un danger, à devenir une vierge vestale afin qu'elle n'ait aucune descendance. Mais il ne peut empêcher le dieu Mars de la visiter en rêve et, à la suite de cette rencontre, celle-ci donne naissance aux jumeaux Romulus et Rémus. 
De ce qu'il advint de Rhéa Silvia, deux versions existent : selon Tite-Live, le cruel Amulius fait alors emmurer vivante sa nièce. En effet, la mort est le châtiment qui attend toute vestale ayant rompu le vœu de chasteté auquel les vestales sont tenues, la méthode la plus commune étant alors l'enterrement ou l'emmurement vivante. Selon Denys d'Halicarnasse cependant, Antho, la fille d'Amulius, intercéda en faveur de sa cousine, suppliant son père d'épargner son amie. Amulius céda aux supplications de sa fille qu'il aimait énormément et se contenta à envoyer sa nièce en prison.
Quant aux jumeaux, Amulius estime qu'il ne peut les laisser vivre mais craint trop la colère du père divin des garçons (Mars ou Hercule) s'il les passe au fil de l'épée. Il décide alors d'ordonner la mort des nourrissons en les condamnant à être jetés dans le Tibre, estimant que si les jumeaux devaient mourir non pas par l'épée mais par les éléments, il échapperait au châtiment des dieux. Il ordonne à un serviteur d'exécuter la peine de mort mais, dans toutes les versions du mythe, ce dernier a pitié des nourrissons et décide de placer les jumeaux dans un panier sur le fleuve. Tibérinus, dieu fleuve du Tibre, transporte les garçons en lieu sûr, et ils seront découverts, miraculeusement indemnes, sous un figuier sauvage (le Ficus Ruminalis, situé devant l'entrée de la grotte du Lupercal, au pied du Palatin), par la louve Lupa qui venait de perdre ses propres petits. 
Plus tard, les jumeaux ayant grandi, à qui a été révélé le secret de leur naissance, tueront Amulius (égorgé par Rémus selon certains, transpercé par l'épée de Romulus selon d'autres) et rendirent le trône d'Albe à leur grand-père Numitor.

## Interprétation
Pour Jean Haudry, le conflit entre Rémus et Romulus et leur oncle Amulius, représentant de la société lignagère dont les jumeaux sont issus, est un des traits caractéristiques de la « société héroïque ».

## Sources anciennes
- Tite-Live, I, 3-6.
- Denys d'Halicarnasse, Antiquités romaines, I, 71 et suiv.